# Stilijan Kowaczew
Stilijan Georgiew Kowaczew (bułg. Стилиян Георгиев Ковачев, ur. 26 lutego 1860 w Jambole, zm. 11 lipca 1939 w Sofii) – bułgarski wojskowy i polityk, generał piechoty, minister wojny Carstwa Bułgarii (1913).

## Życiorys
Był synem kowala Georgi Kowaczewa. W młodym wieku związał się z jambolskim komitetem rewolucyjnym, w którym pełnił funkcję sekretarza Georgi Drażewa. Wziął udział w powstaniu kwietniowym 1876. Dwa lata później uczęszczał na kursy pedagogiczne w Płowdiwie. W 1878 rozpoczął naukę w szkole wojskowej w Sofii, którą ukończył w 1879. Awansowany na podporucznika objął dowództwo plutonu policji Rumelii Wschodniej. W latach 1882–1993 studiował w Akademii Inżynierii Wojskowej w Petersburgu. Studia przerwał z powodu choroby i powrócił do kraju. W 1885 uzyskał awans na stopień kapitana, a dowodzona przez niego kompania została skierowana w Rodopy, gdzie zwalczano działające na pograniczu grupy przestępcze. W czasie wojny bułgarsko-serbskiej dowodził kompanią haskowską. Walczył w bitwie pod Sliwnicą, a następnie wziął udział w ofensywie na Pirot. Za udział w wojnie został uhonorowany Orderem Waleczności IV klasy.
Po zakończeniu wojny rozpoczął pracę w ministerstwie wojny, w którym w latach 1886–1894 kierował kancelarią. W 1894 powrócił do służby liniowej. W stopniu podpułkownika objął dowództwo 9 pułku piechoty, a następnie 5 brygady piechoty, działającej w ramach 2 dywizji. W latach 1905–1909 dowodził 4 Dywizją Piechoty, a następnie 2 Dywizją Piechoty.
Po wybuchu I wojny bałkańskiej Kowaczew nadal pełnił funkcję dowódcy 2 Dywizji Piechoty i dowodził ofensywą z Płowdiwu w kierunku Tracji Zachodniej. Po zwycięstwie objął dowództwo 4 Armii i walczył w bitwie pod Bulair i Sharkoi.
W czerwcu 1913, w przededniu wybuchu II wojny bałkańskiej Kowaczew objął stanowisko ministra wojny w gabinecie Stojana Danewa. Z uwagi na sytuację na froncie podał się do dymisji i wziął udział w bitwie nad Bregałnicą. W czasie bitwy wydał rozkaz odwrotu, bez zgody naczelnego dowództwa, za co został odsunięty od dowodzenia armią.
W czasie I wojny światowej awansowany na stopień generała porucznika, pracował w sztabie 2 dywizji piechoty. W 1918 został zwolniony z wojska, zmarł w 1939 w Sofii.
Był żonaty (żona Anna z d. Stojewa), miał czworo dzieci (trzy córki i syna).

## Awanse
- podporucznik (Подпоручик) (1879)
- porucznik  (Поручик) (1881)
- kapitan  (Kапитан) (1884)
- major  (Майор) (1887)
- podpułkownik  (Подполковник) (1892)
- pułkownik  (Полковник) (1896)
- generał major  (Генерал-майор) (1905)
- generał porucznik (Генерал-лейтенант) (1917)
- generał piechoty (Генерал от пехотата) (1936)

## Odznaczenia
- Order Waleczności 3. i 4. st. II klasy
- Order Świętego Aleksandra I i II stopnia
- Order Zasługi Wojskowej II stopnia
- Order Stara Płanina I stopnia z mieczami
- Order Świętej Anny II stopnia (Rosja)
- Order Korony Żelaznej (Austro-Węgry)
- Order Daniły I (Czarnogóra)
- Order Gwiazdy Rumunii